# 埃爾克里克鎮區 (愛荷華州傑斯帕縣)
埃爾克里克鎮區（英語：Elk Creek Township）是位於美國愛荷華州傑斯帕縣的一個行政鎮區。

## 地方資料
根據2010年美國人口普查的數據，埃爾克里克鎮區的面積為107.93平方千米，當中陸地面積為107.56平方千米，而水域面積為0.37平方千米。當地共有人口473人，而人口密度為每平方千米4.38人。